# チョコエッグ
チョコエッグは、フルタ製菓が発売する玩具付きチョコレート菓子（玩具菓子）である。

## 概要
中が空洞になった卵型のチョコレートの中におまけの玩具が入っている。チョコレートはミルクチョコレート（外側）とホワイトチョコレート（内側）の2層構造になっており、長手方向に二つに分割出来る。1999年9月に発売された「日本の動物コレクション第1弾」は海洋堂所属松村しのぶ企画・原型であり、それまでの食玩とは段違いの造型クオリティで食玩ブームの火付け役となった。2001年日経優秀製品・サービス賞、日経MJ優秀賞を受賞。発売から3年間で1億3000万個を売り上げるなど日本では卵型チョコの代名詞的存在であり、キンダーサプライズ(1974年発売)など同系統の製品は多数存在するが、それらも「チョコエッグ」と呼ばれる事がままある。フィギュアは数個の部品から構成されている嵌め込み式の組み立てモデルである。フィギュアに使われる素材は可塑剤の臭気の問題からABS樹脂が長らく使われていたが、2018年現在はSBS（スチレン・ブタジエン系熱可塑性エラストマー）が主流となっている。
尚、温度によって、チョコレートが融解する事があるため、チョコエッグは基本的に夏季には生産しておらず、秋以降、春までの商品となる。また、安全上の観点から発売当初4歳以上とされていた対象年齢が6歳、12歳と徐々に引き上げられ、2010年からは15歳以上となっている（詳細はキンダーサプライズの項目にて解説）。発売当初から税別150円の価格設定を貫いていたが、中国の人件費高騰や円安により2014年発売の「ポケットモンスターXY編」から税別180円へ、2017年発売の「スター・ウォーズ2」から税別200円へ値上げされた。発売から19年間の販売個数は3億3000万個。

## 歴史
フルタ製菓は1997年にポケモンホルダーという食玩を発売し、海洋堂はそのキーホルダー部分の原型を担当した。1998年には日本でカンロより輸入販売されたフィレロ社のキンダーサプライズが記録的な売り上げを記録し、フルタ製菓も同系の食玩の開発を進めていた。この際にポケモンホルダーの縁により海洋堂の専務（当時）が日本の動物の模型をおまけにした食玩を提案した。アイデアの元となったのはオーストラリアの卵型チョコレート「ヤウイ」で、この製品のおまけがオーストラリアの動物だった事から日本の動物となった。また、版権交渉をする必要がなく、流行り廃りが無い点も決め手の1つだった。1999年1月に海外製の玩具が入ったチョコエッグのプロトタイプを市場調査を踏まえ発売。その後1999年9月にチョコエッグ日本の動物コレクション第1弾が発売された。同年12月には第2弾、2000年2月には3弾が発売された。
当初は中国で彩色されたフィギュアをカプセルに詰め、それをイタリアでチョコレートに詰めるという工程で商品が作られていた為、急な売り上げ増に対応出来ず全国的な商品不足を齎し人気を過熱させる元となった。商品リストに無い「シークレット」と呼ばれる希少フィギュアの混入を開始したのはチョコエッグが初めてであり、最盛期にはこれらを求めて多数の商品を購入する客も多かった。2000年9月には新シリーズ「ペット動物コレクション」を発売。以前の日本の動物コレクションにはラブカ、ウスバカゲロウなどグロテスクとも取れる動物が多数収録されていたが、可愛いペットのみになったことで女性人気の獲得に繋がった。

### ブームさなかの決別
2001年6月、フルタは人気製品となったチョコエッグで今まで取ることの出来なかったディズニーキャラクターの版権を獲得したが、これに対して海洋堂は「ノンキャラクター(無版権)製品で成功したという勲章と財産を手放すこととなる」として反対。しかし同年10月にディズニーシリーズの発売に踏み切り、方向性の違いから海洋堂はフルタとの契約を解消した。この件以外にもフルタは生産用原型や発売前のシークレットアイテムを流出させるなどしていた為、不信感が蓄積しての事だった。海洋堂は2002年2月「さらばチョコエッグ」と題した文章を発表、フルタ製菓と決別した。これにより海洋堂が玩具を生産したチョコエッグは2002年2月発売の「チョコエッグクラシック」を最後に終了した。なおチョコエッグで発売する予定だった「日本の動物コレクション第6弾」「ペット動物コレクション第3弾」は海洋堂と新たに契約したタカラが「チョコQ」として引き継ぎ、2002年9月より発売した。

### その後の展開
フルタは新たに版権を獲得したディズニーシリーズの他、自社で生産した動物フィギュアを引き続き発売。他にも童話を題材としたメルヘンシリーズ（2002年10月）や戦闘機シリーズ（2002年11月）、宇宙（2003年9月）、阪神タイガース（2003年11月）など多彩なジャンルの製品を発売した。チョコエッグのディズニーシリーズは海洋堂の意向に配慮してか2002年1月発売の第2弾で終了しており、トミー発売の食玩であるチョコパーティーとして引き継がれた。その後は戦闘機に加え鉄道（2004年1月）、車（2005年1月）、飛行機（2005年12月）など、メカ系の製品に注力した。2007年には新たにマリオキャラクターのものが、2010年には再びディズニーキャラクターのものが登場し、2011年9月発売の「新幹線」以降は長らくキャラクター製品のみとなっていたが、2019年9月「フルタ チョコエッグキッズ UMA」が発売され8年ぶりのノンキャラクター製品となった。
海洋堂と決別後は新たに「当たり」や「応募券」を付け、郵送により限定フィギュアやゲームソフトが貰えるという手法も用いている。また、海洋堂と決別後はシークレットの存在が予めリストや外箱に記載される仕様になった。海洋堂はシークレットの存在を記載する事については否定的である。

## ラインナップ
- 日本の動物コレクション
- ペット動物コレクション
- メルヘンシリーズ
- 宇宙
- SL&ブルトレ
- 新幹線&特急
- 車シリーズ
- 世界の戦闘機シリーズ
- 阪神タイガース
- ディズニーシリーズ
- ディズニー/ピクサーシリーズ
- スーパーマリオブラザーズシリーズ
- サンリオ・ハローキティ
- ポケットモンスターシリーズ
- スターウォーズシリーズ
- ドラえもんシリーズ
- スプラトゥーンシリーズ

など